# Tjocka släkten (1935)
Tjocka släkten är en svensk komedifilm från 1935 med regi och manus av Sölve Cederstrand. I rollerna ses bland andra Edvard Persson, Gideon Wahlberg och Dagmar Ebbesen.
Sten Axelson och Erik Baumann komponerade musiken, Harald Berglund fotograferade och Emil A. Lingheim klippte. Inspelningen ägde rum mellan januari och april 1935 i Europafilms studio i Sundbyberg samt i Djursholm och Åre. Filmen hade urpremiär den 13 april samma år på biograferna Plaza och Astoria i Stockholm.

## Handling
Lasse Larsson vän, Johan Jansson är i knipa på grund av sin fru. Hon har hittat på för sina amerikanska släktingar att hennes man är generalkonsul. När släktingarna väl kommer på besök för att träffa "generalkonsuln" måste Lasse hjälpa till för att underhålla gästerna.

## Rollista
- Edvard Persson – Lasse Larsson, ägare till bud- och vedfirman Il-expressen
- Gideon Wahlberg – Johan Jansson, portvakt
- Dagmar Ebbesen – Fina Jansson, Johans hustru
- Alice Carlsson – Laila, Johans och Finas dotter
- Rut Holm – Mabel, husa hos Janssons
- Carl-Gunnar Wingård – Fredrik, Finas bror
- Lili Ziedner – Sally, Fredriks fru
- Martin Sterner – generalkonsul Jansson
- Nils Jacobsson – Axel, Janssons son
- Helle Winther – Kolombus, springpojke

Ej krediterade
- Astrid Bodin – Lisa, generalkonsulns piga
- Aurora Åström – Lailas väninna
- Bertil Berglund – inbrottstjuv
- Curt Lundvik – Axels vän
- Carl Ericson – Lindström, brevbärare
- Estery Ericsson – tågpassagerare
- Katie Rolfsen (bortklippt)

### Fotnoter
1. 1 2  ”Tjocka släkten”. Svensk Filmdatabas. http://sfi.se/sv/svensk-filmdatabas/Item/?itemid=3777&type=MOVIE&iv=Basic. Läst 20 mars 2013.